# Rolf Martens (Fußballspieler)
Rolf Martens (* 12. Januar 1931) ist ein ehemaliger deutscher Fußballspieler. Der Allrounder hat beim Bremer SV von 1951 bis 1955 und 1961/62 in der Fußball-Oberliga Nord 93 Ligaspiele absolviert und 25 Tore erzielt. In den Jahren 1956, 1958 und 1961 gewann er mit dem Bremer SV die Meisterschaft in der Amateurliga Bremen und erreichte im vierten Anlauf 1961 die Rückkehr in die Oberliga Nord.

## Karriere

### Oberliga Nord und Amateurliga Bremen
Zur Saison 1951/52 verstärkten sich die Blau-Weißen des BSV 06 aus den Arbeiterquartieren Walle und Gröpelingen mit den zwei Routiniers Karl Schnieke und Heinz Kapitän und dem Nachwuchsspieler Rolf Martens. Am Rundenende belegte das Team von Trainer Curt Reicherdt den 10. Rang in der Oberliga Nord und Martens hatte in drei Spielen (1 Tor) die Oberligaanforderungen kennen gelernt. Am 30. März 1952 hatte er bei der 3:4-Auswärtsniederlage beim Meister Hamburger SV mitgewirkt und als Rechtsaußen seine Mannschaft mit 1:0 in Führung gebracht. Im Spiel um den Norddeutschen Pokal am 21. Juni 1952 gegen Concordia Hamburg hatte er gleichfalls am rechten Flügel bei der 2:4-Niederlage gestürmt. Mit Herbert Bayer, Erich Hänel, Werner Erdmann und Manfred Rock hatte er im damaligen WM-System den Angriff des BSV gebildet.
In den drei folgenden Runden, 1952/53 bis 1954/55, gehörte Martens dem Kreis der Stammspieler an. Jetzt kämpfte er aber mit seiner Mannschaft permanent um den Klassenerhalt. Mit seinen 12 Toren in der Saison 1952/53 spielte er sich aber trotzdem in die Bremer-Auswahl, welche am 7. Juni 1953 ein Repräsentativspiel gegen Nordholland mit 7:1 gewinnen konnte. Er stürmte auf Rechtsaußen und die Vereinskollegen Fred Hoyer und Erwin Mill agierten in der Verteidigung. Zwei Wochen später, am 18. Juni, bildete er mit Bayer und Manfred Rock den Innensturm beim mit 1:3 verlorenen Halbfinalspiel gegen den Hamburger SV um den Norddeutschen Pokal. Als Mittelstürmer duellierte sich dabei in erster Linie mit HSV-Stopper Jupp Posipal.
Mit einem Punkt Rückstand zu den punktgleichen Mannschaften vom VfL Wolfsburg, Göttingen 05 und Arminia Hannover – welche jeweils 24:36 Punkte vorzuweisen hatten-, rangierte der Bremer SV 1954/55 auf dem 15. Rang mit 23:37 Punkten und stieg damit in das Amateurlager ab. Am letzten Spieltag, den 1. Mai 1955, verabschiedete sich die Bremer mit einem 3:1-Heimerfolg gegen den VfL Osnabrück aus der Oberliga Nord. Als Rechtsaußen hatte Martens in der 62. Minute den Treffer zum 3:1 Endstand erzielt.
Im ersten Jahr nach dem Abstieg glückte den Blau-Weißen sofort der Meisterschaftserfolg, aber in der Aufstiegsrunde zur Oberliga reichte es lediglich hinter Concordia Hamburg zu Platz zwei und damit ging es für Martens und seine Mannschaftskollegen wie Hans Stephan, Erwin Mill, Fritz Wenzel, Oskar Kurzawski und Manfred Rock in der Amateurliga weiter. „Cordi“ hatte das Heimspiel gegen den BSV mit 1:0 und das Rückspiel am 20. Mai mit 3:2 gewonnen und damit den Grundstock für den Oberligaaufstieg gelegt. Den zweiten Meistertitel errang Martens unter Trainer Friedo Dörfel mit seinem Verein 1957/58, aber auch jetzt war die Hürde der Aufstiegsrunde zu hoch: Der ASV Bergedorf 85 setzte sich vor dem Itzehoer SV, Bremer SV und Arminia Hannover (mit Horst Wilkening, Werner Olk, Klaus Niemuth) durch. Am 15. September 1957 war Martens in der Bremer Auswahl im Amateur-Länderpokal gegen Niedersachsen als Mittelläufer zum Einsatz gekommen. Mit Spielern wie Lothar Schröder, Horst Wilkening und Gerhard Gollnow setzte sich der spätere Endspielteilnehmer Niedersachsen mit 5:2 durch.
Nach dem dritten Meisterschaftserfolg 1960/61 – der BSV war mit einer Heimbilanz von 28:0 Heimpunkten über die Ziellinie gekommen – gab es mit Arminia Hannover einen spannenden Zweikampf in der Oberligaaufstiegsrunde. Das letzte Gruppenspiel verlor die Mannschaft von Trainer Erich Hänel am 4. Juni 1961 in Hannover mit 1:5 und damit hatten die Arminen den Punktgleichstand von jeweils 10:2 erreicht. Sechs Tage später, am 10. Juni, fand das Entscheidungsspiel um den Aufstieg in Hamburg am Millerntor vor 12.000 Zuschauern statt. Nach einem Halbzeitrückstand von 0:1 setzte sich der BSV mit Mittelläufer Rolf Martens in den zweiten 45 Minuten mit 4:1 durch und kehrte in die Oberliga Nord zurück. Den gefürchteten Arminen-Innensturm mit Lothar Ulsaß, Joachim Thimm und Gerhard Elfert ausgeschaltet zu haben, war eine spielentscheidende Leistung der BSV-Defensive um Abwehrchef Rolf Martens gewesen.
Das Oberligajahr 1961/62 eröffnete der langjährige Leistungsträger mit acht Einsätzen in den ersten acht Rundenspielen. Mit 3:13 Punkten wusste man bereits wohin der Weg des BSV führen würde; der Kampf ging massiv gegen den Abstieg, die Erfolgsaussichten waren gering. Dann fiel auch noch Abwehrchef Martens für sechs Monate aus und konnte in der Rückrunde lediglich zwei Spiele bestreiten. Mit 18:42 Punkten belegte der Bremer SV den 15. Rang und stieg wieder in das Amateurlager ab. Es war auch das Ende der höherklassigen Spielerlaufbahn von Rolf Martens.